# Aarskogův–Scottův syndrom
Aarskogův-Scottův syndrom je velmi vzácné vrozené onemocnění s vazbou na chromozom X, při kterém dochází k narušení vývoje některých částí lidského těla.
Porucha vede k abnormálnímu vzhledu, který se vyznačuje malým vzrůstem, abnormalitami obličeje, anomáliemi skeletu a genitálií. Toto onemocnění postihuje především muže, ačkoli ženy mohou mít mírné rysy syndromu.

## Projevy a příznaky
Lidé s Aarskogovým-Scottovým syndromem mají často výrazné rysy obličeje jako jsou široce posazené oči (hypertelorismus), malý nos s nosními dírkami směřujícími dopředu, krátký krk, dlouhá oblast mezi nosem a ústy (philtrum), vysoké čelo a ustupující vlasy v koutech. V dětství mají často mírně až středně nízký vzrůst, ale v pubertě se obvykle vyrovnají svým vrstevníkům. U tohoto syndromu jsou časté abnormality rukou, které zahrnují krátké prsty (brachydaktylie), zakřivené malíčky (klinodaktylie pátého prstu), srostlé prsty k sobě (syndaktylie) a jedinou rýhu na dlani. Mezi další abnormality u lidí s Aarskogovým-Scottovým syndromem patří srdeční vady a rozštěp horního rtu, a to buď s otvorem v patře úst (rozštěp patra) nebo bez něj.
Většina mužů s Aarskogovým-Scottovým syndromem má šálovitý šourek, kdy šourek obklopuje penis, místo aby visel pod ním. Méně často mají nesestouplá varlata (kryptorchismus) nebo měkký vývod kolem pupku (pupeční kýla) či v podbřišku (tříselná kýla).
Intelektuální vývoj osob s Aarskogovým-Scottovým syndromem se značně liší. Někteří mohou mít mírné problémy s učením a chováním, spojené s hyperaktivitou a poruchami pozornosti, zatímco jiní mají normální inteligenci. Ve vzácných případech bylo zaznamenáno těžké mentální postižení.

## Genetika
Jedinou známou genetickou příčinou Aarskogova-Scottova syndromu jsou mutace v genu FGD1. Tento gen poskytuje instrukce pro tvorbu proteinu, který zapíná (aktivuje) jiný protein zvaný Cdc42, který přenáší signály důležité pro různé aspekty vývoje před narozením a po něm.
Mutace v genu FGD1 vedou k produkci abnormálně fungujícího proteinu. Tyto mutace narušují signalizaci Cdc42, což vede k široké škále abnormalit, které se u lidí s Aarskogovým-Scottovým syndromem vyskytují.
Pouze asi 20 % lidí s touto poruchou má identifikovatelné mutace v genu FGD1. Příčina Aarskogova-Scottova syndromu u ostatních postižených jedinců není známa.

## Diagnostika
Na mutace v genu FGD1 je možné provést genetické vyšetření. Pro jedince nebo rodiny, kteří mohou být nositeli tohoto onemocnění, je vhodné genetické poradenství, protože se znaky tohoto onemocnění překrývají s fetálním alkoholovým syndromem.
Při diagnostice mohou pomoci i další vyšetření nebo testy. Ty mohou zahrnovat:
- podrobnou rodinnou anamnézu,
- provedení podrobného fyzikálního vyšetření, které zdokumentuje morfologické znaky,
- testování na genetickou vadu v FGD1,
- rentgenové vyšetření, jež může odhalit abnormality skeletu,
- echokardiografické vyšetření, které může odhalit srdeční abnormality,
- CT mozku pro zjištění cystického vývoje,
- rentgenové vyšetření zubů,
- ultrazvuk břicha k identifikaci nesestouplého varlete.[4]

## Léčba
Podobně jako všechny genetické choroby nelze ani Aarskogův-Scottův syndrom vyléčit, ačkoli existuje řada léčebných postupů, které kvalitu života zvýší.
Ke korekci některých anomálií může být nutná operace a ke korekci některých obličejových abnormalit mohou být použity ortodontické zákroky. Při léčbě malého vzrůstu byly u této poruchy účinné klinické testy s růstovým hormonem.

## Historie
Syndrom je pojmenován po dvou mužích – Dagfinnu Aarskogovi, norském pediatrovi a genetikovi, který jej poprvé popsal v roce 1970, a Charlesovi I. Scottovi jr., americkém genetikovi, který jej nezávisle na Aarskogovi popsal v roce 1971.